# Leucospis pulchella
Leucospis pulchella är en stekelart som beskrevs av Crawford 1915. Leucospis pulchella ingår i släktet Leucospis och familjen Leucospidae. Inga underarter finns listade i Catalogue of Life.